# يوسف لخديم
يوسف إنريكي لخديم (مواليد 7 أكتوبر 2005) هو لاعب كرة قدم محترف يلعب حاليًا كمدافع لنادي ديبورتيفو ألافيس. ولد في إسبانيا، ويمثل المغرب على مستوى الشباب.

## مساره مع الأندية
ولد لخديم في مدريد لأب إسباني وأم مغربية. بدأ مسيرته مع نادي سان فرناندو دي هيناريس، قبل أن ينضم إلى رايو فايكانو في عام 2013. بعد فترة عامين قضاها في رايو فاليكانو، انضم لخديم إلى فريق إيد موراتالاز لمدة عام واحد، قبل الانتقال إلى خيتافي في عام 2016. في عام 2017، انضم إلى قسم الشباب في ريال مدريد.

### ريال مدريد
في عام 2017، انضم لخديم إلى أكاديمية ريال مدريد، وانضم في البداية إلى فريق تحت 14 عامًا. في عام 2022، سيظهر لخديم بانتظام في فريق ريال مدريد للشباب. كما ظهر لخديم مع فريق تحت 19 عامًا في دوري شباب أوروبا في موسم 2023-2024.
في الوقت نفسه الذي يلعب فيه لنادي ريال مدريد للشباب، ظهر لخديم أيضًا بشكل متقطع مع ريال مدريد ج، حيث يلعب في الدوري الإسباني الدرجة الخامسة.
في 30 نوفمبر 2023، وقع لخديم عقدًا جديدًا مع ريال مدريد حتى عام 2028.

## المسار الدولي
يحق للخديم تمثيل كل من إسبانيا والمغرب، حيث لعب مع منتخب إسبانيا تحت 15 سنة حتى تحت 18 سنة، قبل أن يحول ولائه الوطني إلى المنتخب المغربي. منذ عام 2023، يمثل المنتخب المغربي تحت 20 سنة.
في مارس 2024، تم استدعاء لخديم من قبل وليد الركراكي وتم تضمينه في التشكيلة النهائية للمنتخب المغربي لكرة القدم، للمباريتين الوديتين ضد أنغولا وموريتانيا كبديل غير مستخدم.

## الإحصائيات

### مع الأندية
آخر تحديث 24 أغسطس 2024.
| النادي            | الموسم  | الدوري         | الدوري    | الدوري  | الكأس     | الكأس   | أخرى      | أخرى    | المجموع   | المجموع |
| النادي            | الموسم  | القسم          | المشاركات | الأهداف | المشاركات | الأهداف | المشاركات | الأهداف | المشاركات | الأهداف |
| ----------------- | ------- | -------------- | --------- | ------- | --------- | ------- | --------- | ------- | --------- | ------- |
| ريال مدريد كاستيا | 2024–25 | الدرجة الثالثة | 1         | 0       | 0         | 0       | 0         | 0       | 1         | 0       |
| المجموع           | المجموع | المجموع        | 1         | 0       | 0         | 0       | 0         | 0       | 1         | 0       |

## الإنجازات
ريال مدريد ج
- الدوري الإسباني الدرجة الخامسة: 2023–24

ريال مدريد للشباب
- دوري الشرف للشباب: 2022–23
- كأس الملك للشباب: 2022–23
- كأس بطولة دوري الدرجة الشرفية للشباب: 2023

إسبانيا تحت 17 سنة
- كأس الغارفي تحت 17 سنة: 2022[10]

## روابط خارجية
- يوسف لخديم على موقع قاعدة بيانات كرة القدم.إي يو (الإنجليزية)
- يوسف لخديم على موقع Soccerway.com (الإنجليزية)